# Sorghum exstans
Sorghum exstans är en gräsart som beskrevs av Michael Lazarides. Sorghum exstans ingår i släktet durror, och familjen gräs. Inga underarter finns listade i Catalogue of Life.